# حاجي بهزاد
حاجي بهزاد هي قرية في مقاطعة مياندوآب، إيران. عدد سكان هذه القرية هو 1,458 في سنة 2006.